# Редьчине
Редчине (Ре́дьчине) — орнітологічний заказник загальнодержавного значення в Україні. Розташований в Олександрівському районі Кіровоградської області, на південний захід від села Ставидла, біля села Світова Зірка. 
Площа 118 га. Статус надано 1983 року. Перебуває у віданні ДП «Олександрівський лісгосп», Кримчанське лісництво. 
Охороняється мальовниче лісове урочище зі ставком, яке є місцем гніздування багатьох видів птахів. Деревні насадження представлені кленово-липовою та грабовою дібровами; у підліску зростають свидина, ліщина, бруслина бородавчата, бруслина європейська, глід. Трав'яний покрив утворюють яглиця, медунка темна, осока волосиста тощо. 
З тварин трапляються дика свиня, лисиця звичайна, заєць-русак, куниця лісова, кілька видів качок, канюк звичайний. Гніздяться рідкісні хижі птахи, зокрема орел-карлик, шуліка рудий, занесені до Червоної книги України.